# Emil Rau
Emil Rau (? – ?) Európa-bajnoki ezüst- és bronzérmes német jégkorongozó.
Részt vett az 1913-as és az 1914-es jégkorong-Európa-bajnokság. Az elsőn bronzérmes lett a német válogatottal, míg a másodikon ezüstérmet szereztek.